# Fornelo do Monte
Fornelo do Monte é uma povoação portuguesa sede da Freguesia de Fornelo do Monte do Município de Vouzela, freguesia com 15,24 km² de área e 256 habitantes (censo de 2021), tendo, por isso, uma densidade populacional de 16,8 hab./km².
Tem como freguesias limítrofes a de Cambra, Carvalhal de Vermilhas, Ventosa e Queirã. Está situada nas Faldas da Serra do Caramulo, a meia altura do monte, no extremo sul do município.
A área da freguesia encontra-se próxima da nascente do rio Dinha, afluente do rio Dão. Com o Vale de Besteiros estendido a seus pés, das suas ruas vislumbra-se uma paisagem de grande beleza. Ao chegar o inverno já se sente o soprar do vento e a carícia do frio da montanha.
A Freguesia de Fornelo do Monte é composta pelas seguintes povoações: Fornelo, Covas, Póvoa Pequena, Póvoa de Codeçais e Furadouro.
Segundo a tradição oral a origem da toponímia da freguesia tem 2 explicações possíveis. As pequenas comunidades medievais cultivam o pão a duros custos, alegremente malhado e seco nas grandes eiras, levando-se aos moinhos para o farinar, antes de se tornar o alimento precioso, meado de milho e centeio. Desses fornos, existiam uns grandes e uns pequenos (fornelos). Alguns habitantes afirmam que o nome provém da existência de 1 forno onde era cozido o pão para alimento dos habitantes. Ou Peqtras pessoas afirmam que o nome se deve às formas ou covas naturais que serviam de abrigo a homens e animais.
Primeiramente a freguesia era designada apenas por Fornelo. No entanto, para a distinguir de outros lugares do concelho de Lafões com o mesmo nome, passou a designar-se, a partir de 1436, de Fornelo do Monte. Este acréscimo do vocábulo “Monte” está relacionado com a situação geográfica da freguesia.
A Freguesia de Fornelo do Monte tem como orago Santo Estêvão, um dos mártires dos primeiros tempos do cristianismo. A capela de Santo Estêvão, sobre a qual se ergueu a actual igreja paroquial, originou uma lenda curiosa.

## Demografia
A população registada nos censos foi:
| Distribuição da População por Grupos Etários | Distribuição da População por Grupos Etários | Distribuição da População por Grupos Etários | Distribuição da População por Grupos Etários | Distribuição da População por Grupos Etários |
| -------------------------------------------- | -------------------------------------------- | -------------------------------------------- | -------------------------------------------- | -------------------------------------------- |
| Ano                                          | 0-14 Anos                                    | 15-24 Anos                                   | 25-64 Anos                                   | > 65 Anos                                    |
| 2001                                         | 35                                           | 21                                           | 140                                          | 134                                          |
| 2011                                         | 44                                           | 18                                           | 111                                          | 115                                          |
| 2021                                         | 20                                           | 37                                           | 115                                          | 84                                           |

## Património cultural

### Festas, feiras e romarias
Na época do Verão podem apreciar-se as manifestações do povo rural, entre as diversas festas e romarias:
- Em junho celebra-se o Corpo de Deus
- A Festa de Nossa Senhora das Neves é celebrada anualmente a 5 de agosto
- A 15 de agosto festeja-se a festa em honra de Nossa Senhora do Rosário
- Nossa Senhora da Guia festeja-se no dia 20 de agosto
- No mês de Agosto é ainda realizada a Festa do Povo

### Artesanato e tradições
As danças e cantares típicos deste local são dançados e tocados pelo Rancho Folclórico de Fornelo do Monte. O traje normalmente utilizado é constituído por calça de burel e camisa de linho.
Actualmente nesta freguesia as actividades artesanais caíram em desuso. No entanto a capucha, realizada por costureiras, ainda faz parte do artesanato típico desta zona.

## Património histórico

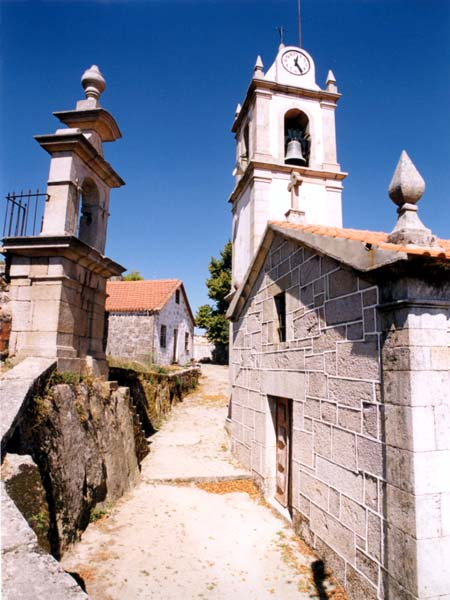
Igreja Matriz de Fornelo do Monte.

- Igreja Matriz de Fornelo do Monte, construída em 1724 sobre as ruínas da capela de Santo Estêvão, padroeiro desta freguesia.
- Capela de Nossa Senhora das Neves, encontra-se no lugar de Covas.
- Igreja de Nossa Senhora da Guia, está situada na aldeia de Póvoa dos Codeçais.
- Alguns fontanários de grande beleza arquitectónica e que merecem ser preservados.